# Copa de Alemania 1992-93
La Copa de Alemania 1992-93 fue la 50.ª edición del torneo de copa de fútbol más importante de Alemania organizado por la Asociación Alemana de Fútbol y que contó con la participación de 83 equipos.
El Bayer 04 Leverkusen venció en la final al Hertha BSC II para ser campeón de copa por primera vez, en la primera y única ocasión en la que un equipo filial alcanza la final de la copa.

## Resultados

### Primera Ronda
| 18-8-1992 | BSG Stahl Brandenburg | 0–2     | 1. FC Kaiserslautern  | Stadion Am Quenz, Brandenburg                    |                                                  |
|           |                       | Reporte | Marin 15' · Kuntz 69' | Asistencia: 2900 espectadores Árbitro(s): Glaser | Asistencia: 2900 espectadores Árbitro(s): Glaser |

| 18-8-1992 | Wacker Nordhausen | 0–8     | 1. FC Köln                                                                                              | Albert-Kuntz-Sportpark, Nordhausen                |                                                   |
|           |                   | Reporte | Littbarski 41' · Ordenewitz 47' (pen.) 65' · Sturm 53' · Flick 77' · Heldt 80' · Rudy 83' · Greiner 90' | Asistencia: 5000 espectadores Árbitro(s): Essbach | Asistencia: 5000 espectadores Árbitro(s): Essbach |

| 18-8-1992 | FC Gundelfingen | 0–1     | Bayer Uerdingen | Schwaben Stadion, Gundelfingen                    |                                                   |
|           |                 | Reporte | Bremser 59'     | Asistencia: 5000 espectadores Árbitro(s): Dehmelt | Asistencia: 5000 espectadores Árbitro(s): Dehmelt |

| 18-8-1992 | 1860 Munich | 1–2     | Dynamo Dresden           | Grunwalder Stadium, Munich                       |                                                  |
|           | Kneißl 16'  | Reporte | Kmetsch 32' · Stevic 59' | Asistencia: 14 000 espectadores Árbitro(s): Best | Asistencia: 14 000 espectadores Árbitro(s): Best |

| 18-8-1992 | Bayer Leverkusen (A)                                                     | 2–2 (t. s.)(5–6 p.)        | Hamburger SV                                                            | Ulrich-Haberland-Stadion, Leverkusen                      |                                                           |
|           | Oswald 36' · Haselbach 81'                                               | Reporte                    | Letchkov 19' · Dotchev 82'                                              | Asistencia: 4000 espectadores Árbitro(s): Leonhard Ketsch | Asistencia: 4000 espectadores Árbitro(s): Leonhard Ketsch |
|           |                                                                          | Tiros desde el punto penal |                                                                         |                                                           |                                                           |
|           | Haselbach · Kentschke · Happe · Hanke · Stõver · Kurth · Müller · Oswald |                            | Bester · Letchkov · Rohde · Von Heesen · Spies · Spörl · Dotchev · Golz |                                                           |                                                           |

| 18-8-1992 | TSV Osterholz | 1–7     | 1. FC Nürnberg                                                                                    | BSA Schevemoor, Platz 1, Bremen                 |                                                 |
|           | Kuhl 83'      | Reporte | Wück 1' · Dorfner 16' · Eckstein 45' · Kramny 50' · Fengler 66' (pen.) · Rösler 69' · Zietsch 88' | Asistencia: 2200 espectadores Árbitro(s): Kuhne | Asistencia: 2200 espectadores Árbitro(s): Kuhne |

| 19-8-1992 | SV Wehen             | 2–3     | Eintracht Frankfurt               | BRITA-Arena, Taunusstein                           |                                                    |
|           | Sauer 89' · Raab 90' | Reporte | Binz 36' · Klein 38' · Yeboah 84' | Asistencia: 10 000 espectadores Árbitro(s): Fisher | Asistencia: 10 000 espectadores Árbitro(s): Fisher |

| 19-8-1992 | Kickers Emden | 1–5     | 1. FC Saarbrücken                            | Ostfriesland-Stadium, Emden                        |                                                    |
|           | Hinrichs 78'  | Reporte | Wynalda 18' 83' 85' · Lust 51' · Krätzer 74' | Asistencia: 10 000 espectadores Árbitro(s): Jansen | Asistencia: 10 000 espectadores Árbitro(s): Jansen |

| 19-8-1992 | Fortuna Düsseldorf (A) | 1–2     | Borussia Mönchengladbach | Merkul-Spiel Arena, Düsseldorf                    |                                                   |
|           | Istenic 77'            | Reporte | Dahlin 2' · Salou 46'    | Asistencia: 5500 espectadores Árbitro(s): Schmidt | Asistencia: 5500 espectadores Árbitro(s): Schmidt |

| 19-8-1992 | Jahn Regensburg | 2–1     | VfB Lübeck | Jahnstadion, Regensburg                        |                                                |
|           | House 35' 45'   | Reporte | Harth 42'  | Asistencia: 1500 espectadores Árbitro(s): Frey | Asistencia: 1500 espectadores Árbitro(s): Frey |

| 19-8-1992 | Hallescher FC | 1–4     | Borussia Dortmund                    | Kurt-Wabbel-Stadion, Halle                         |                                                    |
|           | Zorn 73'      | Reporte | Karl 29' 39' · Mill 37' · Sippel 83' | Asistencia: 10 800 espectadores Árbitro(s): Fleske | Asistencia: 10 800 espectadores Árbitro(s): Fleske |

| 19-8-1992 | SpVgg Fürth | 0–2     | VfL Bochum               | Sportpark Ronhof, Fürth       |                               |
|           |             | Reporte | Moutas 4' · Schwanke 70' | Asistencia: 4800 espectadores | Asistencia: 4800 espectadores |

| 19-8-1992 | Lüneburger SK | 0–3     | Karlsruher SC                     | Wilschenbrusch, Lüneburg                           |                                                    |
|           |               | Reporte | Krieg 23' · Bogdan 73' · Carl 88' | Asistencia: 6500 espectadores Árbitro(s): Malbranc | Asistencia: 6500 espectadores Árbitro(s): Malbranc |

| 19-8-1992 | 1. SC Göttingen 05 | 1–3     | Schalke 04                       | Maschparkstadion, Göttingen                         |                                                     |
|           | Schulz 10'         | Reporte | Christensen 60' · Scherr 66' 69' | Asistencia: 15 000 espectadores Árbitro(s): Hufgard | Asistencia: 15 000 espectadores Árbitro(s): Hufgard |

| 19-8-1992 | FSV Salmrohr               | 2–0     | SG Wattenscheid 09 | Salmtalstadion, Salmtal                        |                                                |
|           | Ramadani 13' · Thömmes 61' | Reporte |                    | Asistencia: 3500 espectadores Árbitro(s): Welz | Asistencia: 3500 espectadores Árbitro(s): Welz |

| 19-8-1992 | SC Jülich 1910 | 1–5 (t. s.) | Werder Bremen                                | Karl-Knipprath-Stadion, Jülich                     |                                                    |
|           | Perschke 65'   | Reporte     | Rufer 76' 108' · Kohn 95' 119' · Allofs 103' | Asistencia: 6000 espectadores Árbitro(s): Theobold | Asistencia: 6000 espectadores Árbitro(s): Theobold |

| 19-8-1992 | Sportfreunde Siegen | 0–6     | VfB Stuttgart                                            | Leimbachstadion, Siegen                                |                                                        |
|           |                     | Reporte | Golke 1' 3' 22' · Gaudino 20' · Dubajic 55' · Strunz 58' | Asistencia: 17 000 espectadores Árbitro(s): Wippermann | Asistencia: 17 000 espectadores Árbitro(s): Wippermann |

| 19-8-1992 | FC Bergedorf 85 | 1–3     | Bayer Leverkusen                     | Sander Tannen 1, Hamburg                              |                                                       |
|           | Hammer 84'      | Reporte | Fischer 34' · Kirsten 64' · Thom 89' | Asistencia: 10 000 espectadores Árbitro(s): Füllbrunn | Asistencia: 10 000 espectadores Árbitro(s): Füllbrunn |

| 25-8-1992 | Borussia Neunkirchen | 0–6     | Bayern Munich                                                   | Ellenfeldstadion, Neunkirchen                       |                                                     |
|           |                      | Reporte | Thon 18' (pen.) · Labbadia 24' 90' · Schupp 75' · Ziege 77' 81' | Asistencia: 17 000 espectadores Árbitro(s): Prengel | Asistencia: 17 000 espectadores Árbitro(s): Prengel |

### Segunda Ronda
| 11-9-1992 | Viktoria Aschaffenburg | 0–6     | VfL Osnabrück                                                   | Am Schönbusch, Aschaffenburg                     |                                                  |
|           |                        | Reporte | Da Palma 12' · Meinke 23' · Hetmanski 25' 50' 60' · Wollitz 81' | Asistencia: 900 espectadores Árbitro(s): Schäfer | Asistencia: 900 espectadores Árbitro(s): Schäfer |

| 11-9-1992 | MSV Duisburg                         | 0–0 (t. s.)(4–3 p.)        | 1. FC Köln                                         | Wedaustadion, Duisburg                              |                                                     |
|           |                                      | Reporte                    |                                                    | Asistencia: 17 000 espectadores Árbitro(s): Frolich | Asistencia: 17 000 espectadores Árbitro(s): Frolich |
|           |                                      | Tiros desde el punto penal |                                                    |                                                     |                                                     |
|           | Harforth · Tarnat · Schmidt · Nijhus |                            | Steinmann · Ordenewitz · Heldt · Higl · Littbarski |                                                     |                                                     |

| 11-9-1992 | Karlsruher SC                                                     | 4–2     | Hamburger SV  | Wildparkstadion, Karlsruhe                              |                                                         |
|           | Krieg 3' · Wittwer 17' (pen.) · Letchkov 22' (a.g.) · Shmarov 88' | Reporte | Bester 5' 12' | Asistencia: 14 000 espectadores Árbitro(s): Schmidhuber | Asistencia: 14 000 espectadores Árbitro(s): Schmidhuber |

| 11-9-1992 | Fortuna Köln | 0–1     | SV Meppen    | Rasenplatz BSA Südstadion, Köln                 |                                                 |
|           |              | Reporte | Rauffmann 7' | Asistencia: 1500 espectadores Árbitro(s): Weber | Asistencia: 1500 espectadores Árbitro(s): Weber |

| 11-9-1992 | VfL Bochum  | 1–2     | Hannover 96               | Ruhrstadion, Bochum                             |                                                 |
|           | Wegmann 34' | Reporte | Raickovic 58' · Groth 85' | Asistencia: 8500 espectadores Árbitro(s): Haupt | Asistencia: 8500 espectadores Árbitro(s): Haupt |

| 12-9-1992 | Bischofswerdaer FV                               | 3–2     | VfB Oldenburg          | Holzwaren-Simundt-Kampfbahn, Bischofswerda       |                                                  |
|           | A. Schmidt 43' (pen.) · Pordzik 59' · Löpelt 84' | Reporte | Linke 58' · Drulak 63' | Asistencia: 2600 espectadores Árbitro(s): Lorenz | Asistencia: 2600 espectadores Árbitro(s): Lorenz |

| 12-9-1992 | Rot-Weiß Erfurt                | 0–0 (t. s.)(2–4 p.)        | Bayer Uerdingen                                   | Steigerwaldstadion, Erfurt                       |                                                  |
|           |                                | Reporte                    |                                                   | Asistencia: 4000 espectadores Árbitro(s): Müller | Asistencia: 4000 espectadores Árbitro(s): Müller |
|           |                                | Tiros desde el punto penal |                                                   |                                                  |                                                  |
|           | Heun · Bühner · Otto · Bärwolf |                            | Klein · Küsters · Peschke · Gorlukovich · Jüptner |                                                  |                                                  |

| 12-9-1992 | SC 08 Bamberg | 1–3     | Eintracht Frankfurt         | Sportanlage Galgenfuhr, Amberg                    |                                                   |
|           | Skoric 16'    | Reporte | Kruse 32' · Yeboah 46', 86' | Asistencia: 10 000 espectadores Árbitro(s): Weise | Asistencia: 10 000 espectadores Árbitro(s): Weise |

| 12-9-1992 | Sportfreunde Ricklingen                             | 5–4 (t. s.) | SC Verl                                      | Beekestadion, Ricklingen                            |                                                     |
|           | Krause 14' 105' 118' · Kristeleit 26' · Gremmel 72' | Reporte     | Westermann 9' 119' · Meyer 37' · Schmitz 38' | Asistencia: 1400 espectadores Árbitro(s): Reinemann | Asistencia: 1400 espectadores Árbitro(s): Reinemann |

| 12-9-1992 | Freiburger FC | 0–3     | FSV Mainz 05                       | Schönbergstadion, Friburgo                       |                                                  |
|           |               | Reporte | Hayer 40' · Buvac 64' · Wagner 81' | Asistencia: 1000 espectadores Árbitro(s): Fückel | Asistencia: 1000 espectadores Árbitro(s): Fückel |

| 12-9-1992 | Stuttgarter Kickers   | 1–2     | Chemnitzer FC    | Kickers-Stadion, Stuttgart                     |                                                |
|           | Bittermann 75' (a.g.) | Reporte | Barsikow 81' 82' | Asistencia: 2300 espectadores Árbitro(s): Krug | Asistencia: 2300 espectadores Árbitro(s): Krug |

| 12-9-1992 | Wormatia Worms             | 2–4     | Fortuna Düsseldorf                        | Wormatia-Stadion, Worms                        |                                                |
|           | Niederhöfer 45' · Berg 73' | Reporte | Hutwelker 8' 90' · Drazic 30' · Degen 69' | Asistencia: 2500 espectadores Árbitro(s): Kuhn | Asistencia: 2500 espectadores Árbitro(s): Kuhn |

| 12-9-1992 | FC St. Pauli           | 2–3 (t. s.) | 1. FC Nürnberg                          | Millerntor-Stadion, Hamburg                           |                                                       |
|           | Ottens 9' · Gronau 53' | Reporte     | Rösler 11' · Eckstein 42' · Zietsch 93' | Asistencia: 12 200 espectadores Árbitro(s): Habermann | Asistencia: 12 200 espectadores Árbitro(s): Habermann |

| 12-9-1992 | Bayer Leverkusen | 1–0     | 1. FC Kaiserslautern | Stadtpark, Leverkusen                            |                                                  |
|           | Kree 84' (pen.)  | Reporte |                      | Asistencia: 10 500 espectadores Árbitro(s): Boos | Asistencia: 10 500 espectadores Árbitro(s): Boos |

| 12-9-1992 | Werder Bremen (A) | 1–2     | Borussia Mönchengladbach       | Wesserstadion Platz 11, Bremen                  |                                                 |
|           | Deering 77'       | Reporte | Schulz 76' · Criens 84' (pen.) | Asistencia: 2500 espectadores Árbitro(s): Gigar | Asistencia: 2500 espectadores Árbitro(s): Gigar |

| 12-9-1992 | Carl Zeiss Jena          | 2–1     | 1. FC Saarbrücken | Ernst-Abbe-Sportfeld, Jena                     |                                                |
|           | Klee 24' · Akpoborie 90' | Reporte | Savichev 89'      | Asistencia: 4600 espectadores Árbitro(s): Molm | Asistencia: 4600 espectadores Árbitro(s): Molm |

| 12-9-1992 | FC Remscheid    | 2–1     | SV Darmstadt 98 | Röntgen-Stadion, Remscheid                        |                                                   |
|           | Pröpper 19' 29' | Reporte | Old 45'         | Asistencia: 1500 espectadores Árbitro(s): Domurat | Asistencia: 1500 espectadores Árbitro(s): Domurat |

| 12-9-1992 | SSV Ulm 1846            | 2–1     | Post Neubrandenburg | Donaustadion, Ulm                              |                                                |
|           | Kastl 32' · Trkulja 73' | Reporte | Ruthenberg 13'      | Asistencia: 1600 espectadores Árbitro(s): Holz | Asistencia: 1600 espectadores Árbitro(s): Holz |

|  | SpVgg Plattling                         | 2–1     | Jahn Regensburg | Rennbahnstadion, Regensburg                         |                                                     |
|  | Klostermeier 11' · Köglmeier 72' (pen.) | Reporte | Sieber 54'      | Asistencia: 1500 espectadores Árbitro(s): Gangkofer | Asistencia: 1500 espectadores Árbitro(s): Gangkofer |

| 12-9-1992 | EFC Stahl                                                | 1–1 (t. s.)                | Wuppertaler SV                                         | Stadion der Hüttenwerker, Eisenhüttenstadt       |                                                  |
|           | Culafic 94'                                              | Reporte                    | Vogt 118'                                              | Asistencia: 1500 espectadores Árbitro(s): Sather | Asistencia: 1500 espectadores Árbitro(s): Sather |
|           |                                                          | Tiros desde el punto penal |                                                        |                                                  |                                                  |
|           | Klenge · M. Schulz · Bartz · Weber · K. Scholz · Culafic |                            | Schmugge · Ksienzyk · Bieber · Kindgen · Pusch · Klein |                                                  |                                                  |

| 12-9-1992 | SpVgg Beckum | 0–7     | Werder Bremen                                                                    | Römerkampfbahn, Beckum                            |                                                   |
|           |              | Reporte | Legat 21' · Bode 26' 38' · Beiersdorfer 44' · Allofs 50' · Kohn 73' · Herzog 86' | Asistencia: 6100 espectadores Árbitro(s): Fervers | Asistencia: 6100 espectadores Árbitro(s): Fervers |

| 12-9-1992 | SpVgg Bad Homburg | 1–5     | Eintracht Braunschweig                     | Sandelmuhle, Bad Homburg                            |                                                     |
|           | Ziegler 36'       | Reporte | Aden 6' 40' 52' · Butrej 68' · Heskamp 80' | Asistencia: 1100 espectadores Árbitro(s): Werthmann | Asistencia: 1100 espectadores Árbitro(s): Werthmann |

| 12-9-1992 | Hansa Rostock            | 2–0 (t. s.) | VfB Stuttgart | Ostseestadion, Rostock                              |                                                     |
|           | Lange 103' · Kubala 106' | Reporte     |               | Asistencia: 10 000 espectadores Árbitro(s): Strampe | Asistencia: 10 000 espectadores Árbitro(s): Strampe |

| 12-9-1992 | TuS Hoppstädten | 0–3     | VfR Heilbronn                 | Schmittwies, Hoppstädten                       |                                                |
|           |                 | Reporte | Schuster 83' · Schmid 88' 90' | Asistencia: 700 espectadores Árbitro(s): Kreis | Asistencia: 700 espectadores Árbitro(s): Kreis |

| 12-9-1992 | VfR Aalen  | 1–2     | FC Homburg             | Rohrwang, Aalen                                      |                                                      |
|           | Knecht 62' | Reporte | Finke 13' · Hubner 29' | Asistencia: 2000 espectadores Árbitro(s): Hautzinger | Asistencia: 2000 espectadores Árbitro(s): Hautzinger |

| 12-9-1992 | Dynamo Dresden          | 2–3     | VfB Leipzig                           | Rudolf-Harbig-Stadion, Dresden                 |                                                |
|           | Jähnig 43' · Zander 70' | Reporte | Rische 18' · Lindner 42' · Hobsch 79' | Asistencia: 5500 espectadores Árbitro(s): Merk | Asistencia: 5500 espectadores Árbitro(s): Merk |

| 12-9-1992 | Hertha BSC (A)                     | 3–0     | SGK Heidelberg | Amateurstadion, Berlin                           |                                                  |
|           | Holzbecher 7' 46' · Milinkovic 27' | Reporte |                | Asistencia: 500 espectadores Árbitro(s): Stenzel | Asistencia: 500 espectadores Árbitro(s): Stenzel |

| 12-9-1992 | FSV Altmark Stendal | 0–1 | FSV Salmrohr | Stadion am Hölzchen, Stendal                  |                                               |
|           |                     |     | Wagner 57'   | Asistencia: 2100 espectadores Árbitro(s): Ren | Asistencia: 2100 espectadores Árbitro(s): Ren |

| 12-9-1992 | Borussia Dortmund                                | 2–2 (t. s.)(5–4 p.)        | Bayern Munich                                  | Westfalenstadion, Dortmund                         |                                                    |
|           | Reinhardt 8' · Chapuisat 84'                     | Reporte                    | Labbadia 16' · Mazinho 58'                     | Asistencia: 37 400 espectadores Árbitro(s): Osmers | Asistencia: 37 400 espectadores Árbitro(s): Osmers |
|           |                                                  | Tiros desde el punto penal |                                                |                                                    |                                                    |
|           | Reuter · Poschner · Reinhardt · Chapuisat · Zorc |                            | Schwabl · Wouters · Kreuzer · Mazinho · Schupp |                                                    |                                                    |

| 13-9-1992 | Rot-Weiss Essen            | 2–0     | Schalke 04 | Georg-Melches-Stadion, Essen                         |                                                      |
|           | Crnogaj 26' · Lipinski 89' | Reporte |            | Asistencia: 19 300 espectadores Árbitro(s): Dellwing | Asistencia: 19 300 espectadores Árbitro(s): Dellwing |

| 13-9-1992 | Rot-Weiss Frankfurt        | 3–4     | SV Waldhof Mannheim                           | Stadion am Brentanobad, Frankfurt                  |                                                    |
|           | Rexroth 20' 56' · Kunz 86' | Reporte | Schmäler 5' 14' · Freiler 16' · Weidemann 85' | Asistencia: 1300 espectadores Árbitro(s): Hoffmann | Asistencia: 1300 espectadores Árbitro(s): Hoffmann |

| 13-9-1992 | SC Freiburg                | 2–4     | Hertha BSC                                        | Dreisamstadion, Friburgo                          |                                                   |
|           | Seeliger 31' · Rraklli 65' | Reporte | Lünsmann 59' · Gries 72' · Basler 74' · Gezen 89' | Asistencia: 4500 espectadores Árbitro(s): Amerell | Asistencia: 4500 espectadores Árbitro(s): Amerell |

### Tercera Ronda
| 9-10-1992 | SSV Ulm 1846 | 1–3     | Borussia Dortmund                   | Donaustadion, Ulm                                |                                                  |
|           | Simon 18'    | Reporte | Reinhardt 1' · Zorc 50' · Lusch 90' | Asistencia: 12 000 espectadores Árbitro(s): Berg | Asistencia: 12 000 espectadores Árbitro(s): Berg |

| 9-10-1992 | 1. FC Nürnberg                                                  | 5–2 (t. s.) | FC Remscheid | Frankenstadion, Nuremberg                         |                                                   |
|           | Bäurle 3' · Eckstein 32' · Rösler 102' · Wück 107' · Kramny 16' | Reporte     | Putz 3' 89'  | Asistencia: 11 500 espectadores Árbitro(s): Witke | Asistencia: 11 500 espectadores Árbitro(s): Witke |

| 9-10-1992 | VfL Osnabrück                                             | 4–1     | Borussia Mönchengladbach | Stadion an der Bremer Brücke, Osnabrück              |                                                      |
|           | Karp 47' · Wollitz 60' (pen.) · Meinke 63' · Da Palma 87' | Reporte | Steffen 44'              | Asistencia: 20 000 espectadores Árbitro(s): Scheurer | Asistencia: 20 000 espectadores Árbitro(s): Scheurer |

| 10-10-1992 | Werder Bremen                          | 3–1     | FSV Mainz 05 | Weserstadion, Bremen                              |                                                   |
|            | Bode 21' · Rufer 43' (pen.) · Kohn 60' | Reporte | Klopp 73'    | Asistencia: 4900 espectadores Árbitro(s): Handorf | Asistencia: 4900 espectadores Árbitro(s): Handorf |

| 10-10-1992 | Bischofswerdaer FV | 0–1 (t. s.) | Karlsruher SC | Holzwaren-Simundt-Kampfbahn, Bischofswerda              |                                                         |
|            |                    | Reporte     | Carl 112'     | Asistencia: 4900 espectadores Árbitro(s): Brandt-Cholle | Asistencia: 4900 espectadores Árbitro(s): Brandt-Cholle |

| 10-10-1992 | VfR Heilbronn | 0–2     | Bayer Leverkusen         | Frankenstadion, Heilbronn                       |                                                 |
|            |               | Reporte | Kree 56' · Rydlewicz 86' | Asistencia: 7200 espectadores Árbitro(s): Weise | Asistencia: 7200 espectadores Árbitro(s): Weise |

| 10-10-1992 | MSV Duisburg                          | 3–1     | Eintracht Braunschweig | Wedaustadion, Duisburg                            |                                                   |
|            | Preetz 10' · Tarnat 24' · Nijhuis 66' | Reporte | Löchelt 25'            | Asistencia: 8200 espectadores Árbitro(s): Leimert | Asistencia: 8200 espectadores Árbitro(s): Leimert |

| 10-10-1992 | Fortuna Düsseldorf           | 2–2 (t. s.)(3–0 p.)        | Hansa Rostock         | Rheinstadion, Düsseldorf                         |                                                  |
|            | Buncol 48' · Albertz 110'    | Reporte                    | Lange 42' · Wahl 98'  | Asistencia: 4000 espectadores Árbitro(s): Kiefer | Asistencia: 4000 espectadores Árbitro(s): Kiefer |
|            |                              | Tiros desde el punto penal |                       |                                                  |                                                  |
|            | Schmadtke · Backhaus · Loose |                            | Sänger · Lange · Dowe |                                                  |                                                  |

| 10-10-1992 | Sportfreunde Ricklingen | 0–2     | Chemnitzer FC                  | Beekestadion, Ricklingen                           |                                                    |
|            |                         | Reporte | Torunarigha 42' · Heidrich 72' | Asistencia: 3500 espectadores Árbitro(s): Pohlmann | Asistencia: 3500 espectadores Árbitro(s): Pohlmann |

| 10-10-1992 | SpVgg Plattling  | 1–3     | Carl Zeiss Jena                     | Reenbahnstadion, Plattling                    |                                               |
|            | Klostermeter 46' | Reporte | Klee 2' · Bliss 33' · Fankhänel 65' | Asistencia: 2000 espectadores Árbitro(s): Fux | Asistencia: 2000 espectadores Árbitro(s): Fux |

| 10-10-1992 | FSV Salmrohr | 0–1     | FC Homburg    | Salmtalstadion, Salmrohr                         |                                                  |
|            |              | Reporte | Jurgeleit 87' | Asistencia: 2500 espectadores Árbitro(s): Funken | Asistencia: 2500 espectadores Árbitro(s): Funken |

| 10-10-1992 | Hertha BSC (A)                           | 4–2     | VfB Leipzig               | Amateurstadion, Berlin                           |                                                  |
|            | Gezen 9' · Lehmann 52', 58' · Kaiser 82' | Reporte | Edmond 44' · Turowski 74' | Asistencia: 1700 espectadores Árbitro(s): Fleske | Asistencia: 1700 espectadores Árbitro(s): Fleske |

| 10-10-1992 | Rot Weiss Essen              | 3–2     | EFC Stahl              | Georg-Melches-Stadion, Essen                        |                                                     |
|            | Dondera 61' 81' · Ridder 77' | Reporte | Wittke 42' · Weber 75' | Asistencia: 8000 espectadores Árbitro(s): Werthmann | Asistencia: 8000 espectadores Árbitro(s): Werthmann |

| 10-10-1992 | Bayer Uerdingen | 0–1     | Hannover 96  | Grotenburg Stadion, Krefeld                       |                                                   |
|            |                 | Reporte | Daschner 59' | Asistencia: 6000 espectadores Árbitro(s): Amerell | Asistencia: 6000 espectadores Árbitro(s): Amerell |

| 10-10-1992 | Eintracht Frankfurt                          | 4–1 (t. s.) | SV Waldhof Mannheim | Waldstadion, Frankfurt                           |                                                  |
|            | Yeboah 100' · Schmitt 106', 107' · Binz 110' | Reporte     | Winkler 120'        | Asistencia: 9000 espectadores Árbitro(s): Glaser | Asistencia: 9000 espectadores Árbitro(s): Glaser |

| 10-10-1992 | SV Meppen                 | 2–4 (t. s.) | Hertha BSC                                            | Emslandstadion, Meppen                               |                                                      |
|            | Gartmann 11' · Marell 18' | Reporte     | Feinbier 27' · Basler 90' · Klews 108' · Demandt 115' | Asistencia: 5000 espectadores Árbitro(s): Wippermann | Asistencia: 5000 espectadores Árbitro(s): Wippermann |

### Octavos de final
| 6-11-1992 | Carl Zeiss Jena                            | 3–2 (t. s.) | MSV Duisburg                 | Ernst-Abbe-Sportfeld, Jena                       |                                                  |
|           | Löhnert 86' · Wittke 103' · Schreiber 105' | Reporte     | Azzouzi 15' · Stuckmann 106' | Asistencia: 7000 espectadores Árbitro(s): Osmers | Asistencia: 7000 espectadores Árbitro(s): Osmers |

| 6-11-1992 | FC Homburg                          | 0–0 (t. s.)(2–4 p.)        | 1. FC Nürnberg                         | Waldstadion, Homburg                               |                                                    |
|           |                                     | Reporte                    |                                        | Asistencia: 9000 espectadores Árbitro(s): Dardenne | Asistencia: 9000 espectadores Árbitro(s): Dardenne |
|           |                                     | Tiros desde el punto penal |                                        |                                                    |                                                    |
|           | Homp · Jurgeleit · Korell · Cardoso |                            | Oechler · Kramny · Dorfner · Friedmann |                                                    |                                                    |

| 6-11-1992 | Hertha BSC (A)                                  | 4–3     | Hannover 96                               | Friedrich-Ludwig-Jahn-Stadion, Berlin               |                                                     |
|           | Holzbecher 55' · Gezen 61' · O. Schmidt 66' 87' | Reporte | Heisig 4' · Kretzschmar 48' · Sirocks 74' | Asistencia: 6300 espectadores Árbitro(s): Habermann | Asistencia: 6300 espectadores Árbitro(s): Habermann |

| 7-11-1992 | Bayer Leverkusen | 1–0     | Hertha BSC | Ulrich-Haberland-Stadion, Leverkusen                 |                                                      |
|           | Thom 83'         | Reporte |            | Asistencia: 58 000 espectadores Árbitro(s): Scheurer | Asistencia: 58 000 espectadores Árbitro(s): Scheurer |

| 7-11-1992 | Fortuna Düsseldorf | 0–1     | Karlsruher SC | Rheinstadion, Düsseldorf                             |                                                      |
|           |                    | Reporte | Krieg 85'     | Asistencia: 10 200 espectadores Árbitro(s): Theobald | Asistencia: 10 200 espectadores Árbitro(s): Theobald |

| 7-11-1992 | Eintracht Frankfurt                  | 3–1     | VfL Osnabrück | Waldstadion, Frankfurt                         |                                                |
|           | Kruse 15' · Okocha 45' · Schmitt 67' | Reporte | Meinke 40'    | Asistencia: 9000 espectadores Árbitro(s): Best | Asistencia: 9000 espectadores Árbitro(s): Best |

| 7-11-1992 | Rot-Weiss Essen | 0–1     | Chemnitzer FC | Georg-Melches-Stadion, Essen                            |                                                         |
|           |                 | Reporte | Heidrich 87'  | Asistencia: 13 000 espectadores Árbitro(s): Assenmacher | Asistencia: 13 000 espectadores Árbitro(s): Assenmacher |

| 7-11-1992 | Werder Bremen | 2–0     | Borussia Dortmund | Weserstadion, Bremen                                    |                                                         |
|           | Rufer 14' 85' | Reporte |                   | Asistencia: 33 100 espectadores Árbitro(s): Schmidhuber | Asistencia: 33 100 espectadores Árbitro(s): Schmidhuber |

### Cuartos de final
|  | Hertha BSC (A)               | 2–1     | 1. FC Nürnberg | Mommsenstadion, Berlin                             |                                                    |
|  | Zimmermann 69' · Lehmann 90' | Reporte | Bäurle 89'     | Asistencia: 13 700 espectadores Árbitro(s): Kasper | Asistencia: 13 700 espectadores Árbitro(s): Kasper |

|  | Chemnitzer FC           | 2–1 (t. s.) | Werder Bremen | Stadion an der Gellertstraße, Chemnitz            |                                                   |
|  | Renn 91' · Heidrich 95' | Reporte     | Allofs 120'   | Asistencia: 15 600 espectadores Árbitro(s): Lower | Asistencia: 15 600 espectadores Árbitro(s): Lower |

| 1-12-1992 | Carl Zeiss Jena | 0–2     | Bayer Leverkusen | Ernst-Abbe-Sportfeld, Jena                        |                                                   |
|           |                 | Reporte | Thom 29' 80'     | Asistencia: 9200 espectadores Árbitro(s): Stenzel | Asistencia: 9200 espectadores Árbitro(s): Stenzel |

| 2-12-1992 | Karlsruher SC                 | 1–1 (t. s.)(3–5 p.)        | Eintracht Frankfurt                   | Wildparkstadion, Karlsruhe                            |                                                       |
|           | Yeboah 40'                    | Reporte                    | Shmarov 50'                           | Asistencia: 29 000 espectadores Árbitro(s): Heynemann | Asistencia: 29 000 espectadores Árbitro(s): Heynemann |
|           |                               | Tiros desde el punto penal |                                       |                                                       |                                                       |
|           | Reich · Metz · Wittwer · Carl |                            | Bein · Bommer · Binz · Okocha · Stein |                                                       |                                                       |

### Semifinales
| 30-3-1993 | Eintracht Frankfurt | 0–3     | Bayer Leverkusen          | Waldstadion, Frankfurt                             |                                                    |
|           |                     | Reporte | Thom 6' 75' · Kirsten 72' | Asistencia: 35 000 espectadores Árbitro(s): Harder | Asistencia: 35 000 espectadores Árbitro(s): Harder |

| 30-3-1993 | Hertha BSC (A)         | 2–1     | Chemnitzer FC       | Olympiastadion, Berlin                              |                                                     |
|           | Ramelow 5' · Meyer 22' | Reporte | Heidrich 36' (pen.) | Asistencia: 56 500 espectadores Árbitro(s): Strigel | Asistencia: 56 500 espectadores Árbitro(s): Strigel |

### Final
| 12 de junio de 1993 | Bayer Leverkusen | 1–0     | Hertha BSC Amateure | Olympiastadion, Berlin                           |                                                  |
|                     | Kirsten 77'      | Reporte |                     | Asistencia: 76 391 espectadores Árbitro(s): Merk | Asistencia: 76 391 espectadores Árbitro(s): Merk |

| Bayer Leverkusen | Hertha BSC Amateure |

| POR                  | 1  | Rüdiger Vollborn |            |
| DEF                  | 5  | Franco Foda      |            |
| DEF                  | 6  | Martin Kree      |            |
| DEF                  | 4  | Christian Wörns  |            |
| DEF                  | 2  | Andreas Fischer  |            |
| DEF                  | 3  | Markus Happe     |            |
| MED                  | 8  | Ioan Lupescu     |            |
| MED                  | 7  | Heiko Scholz     |            |
| MED                  | 10 | Pavel Hapal      |            |
| DEL                  | 11 | Andreas Thom     |            |
| DEL                  | 9  | Ulf Kirsten      | Amonestado |
| Entrenador:          |    |                  |            |
| Dragoslav Stepanović |    |                  |            |

| POR            | 1  | Christian Fiedler |  |     |
| DEF            | 5  | Sven Meyer        |  |     |
| DEF            | 2  | Oliver Schmidt    |  | 73' |
| DEF            | 7  | Karsten Nied      |  |     |
| DEF            | 10 | Gerald Klews      |  |     |
| DEF            | 4  | Wolfgang Kolczyk  |  |     |
| MED            | 3  | Carsten Ramelow   |  |     |
| MED            | 8  | Andreas Schmidt   |  |     |
| MED            | 6  | Sven Kaiser       |  |     |
| DEL            | 9  | Oliver Holzbecher |  |     |
| DEL            | 11 | Ayhan Gezen       |  |     |
| Sustitutos:    |    |                   |  |     |
| DEL            | 12 | Sascha Höpfner    |  | 73' |
| Entrenador:    |    |                   |  |     |
| Jochem Ziegert |    |                   |  |     |